# Rosenborg IHK
Pour les articles homonymes, voir IHK.
Le Rosenborg Ishockeyklubb est un club de hockey sur glace de Trondheim en Norvège. Il évolue dans le championnat élite du pays, la Get-ligaen.

## Historique

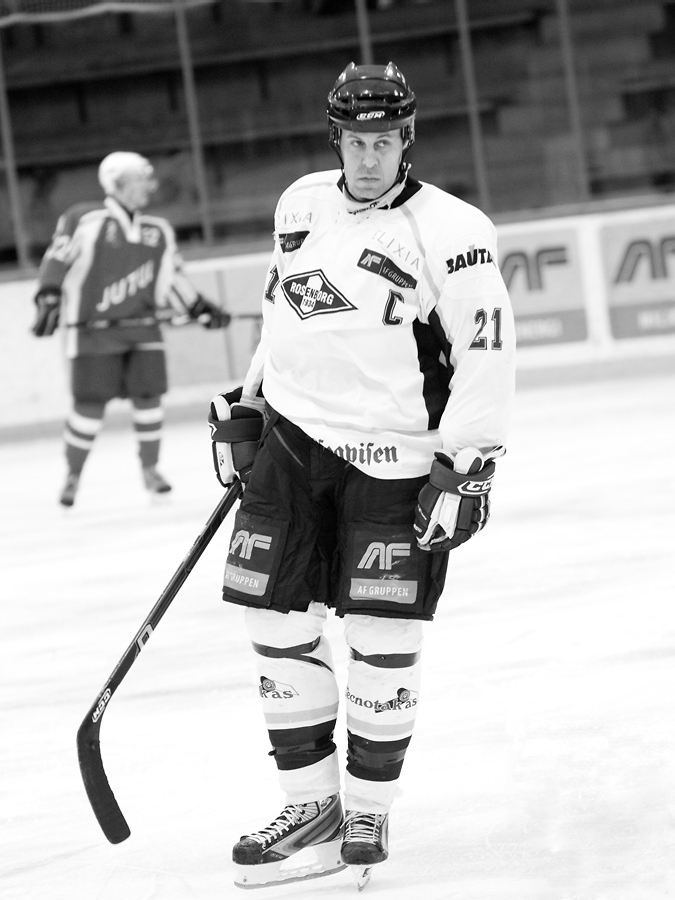
Ilia Doubkov, capitaine de l'équipe depuis 2009-2010.

L'équipe est le premier club de hockey sur glace ; il est créé en 1934 la même année que la fédération de hockey sur glace de Norvège. En 1991, la section de football et celle de hockey sur glace se séparent d'un commun accord. En 2003-2004, l'équipe passe de la division 1 à la division 2 mais elle est de retour en division 1 dès la saison suivante. À la fin de la saison 2009-2010, le Rosenborg Ishockeyklubb se classe premier de la première division avec 31 victoires en 34 rencontres. Ilia Doubkov, le vétéran russe, aide son équipe à gagner la poule de promotion et à rejoindre le championnat élite, la GET ligaen. 
Au début de la saison 2012-2013, l'équipe engage deux joueurs de la Ligue nationale de hockey alors que les débuts de la saison 2012-2013 de la LNH sont retardés en raison d'un lock-out : Deryk Engelland et Jack Skille. Rosenborg finit la saison à la neuvième place de la saison et parvient à garder sa place en élite à la suite d'une phase de relégation. 

## Palmarès
- 2009-2010 : premier de la division 1